# Alan Moore
Alan Moore (Northampton,18. studenog 1953.) je engleski pisac, najpoznatiji po svom utjecajnom djelovanju u strip mediju. 
Neke od njegovih grafičkih novela uključuju V for Vendetta, Watchmen te From Hell. Najčešće prima epitet najboljeg pisca grafičkih novela. Poznati pseudonimi uključuju Curt Vile, Jill de Ray i Translucia Baboon. Također je bitno napomenuti da se u reprintovima nekih njegovih radova promijenjeno ime autora u "The Original" kada je pisac zatražio promjenu imena.
Moore je krenuo pisati za British underground and alternative fanzies u kasnim 1970.-ima prije nego što je doživio uspjeh objavljivanjem stripova za časopise poput 2000 AD i Warrior te nakon toga je zapošljen u American DC Comics. Radio je na velikim superherojima poput Batman (Batman: The Killing Joke) i Superman (Whatever Happened to the Man of Tomorrow). Kasnije je razvio lika Swamp Thing te počeo pisati serijal Watchmen. Tijekom tog desetljeća Moore je pomogao povećati društvenu kredibilnost stripova u Americi i Ujedinjenom Kraljevstvu. U kasnim 1980.-ima i ranim 1990.-ima je izašao iz strip industrije te je počeo raditi na eksperimentalnim naslovima poput From Hell te novelu Voice of the Fire. Krajem 1990.-ih pronalazi posao u Imagine Comics gdje obavljuje radove poput The League of Extraordinary Gentlemen i okultni Promethea.
Moore je okultist, ceremonialni magičar i anarhist te se utjecaj tog načina života vidi u tematici radova poput Promethea, From Hell i V for Vendetta. Nasuprot njegovim primjedbama prema njegovim stripova su izrađeni broji Hollywood filmovi uključujući From Hell (2001), The League of Extraordinary Gentlemen (2003), V for Vendetta (2005) i Watchmen (2009).

## Rani život
Moore je rođen 18. studenog 1953, u St Edmondovoj bolnici u Northamptonu u obitelj radne klase za koju se vjeruje da živi u gradu nekoliko generacija. Odrastao je u dijelu Northamptona poznatog pod imenom The Boroughs, siromašno područje s manjkom institucija i velikom razinom nepismenosti. Nasuprot svemu tome Alan Moore govori "volio sam ga...volio sam ljude. Volio sam zajednicu i ...nisam znao uopće ima ičeg drugoga". 
Živio je s roditeljima, Ernest Moore koji je bio radnik u pivarnici i printericom Sylviom Doreen te mlađim bratom Mikeom i materinom bakom. Čitao je od pete godine te išao u Spring Lane Osnovnu Školu. U to vrijeme je počeo čitati stripove kao Topper i Beezer te kasnije i Flash, Detective Comics, Fantastic Four i Blackhawk. Nakon upisa u Northamption Grammar School je ustupio u kontakt sa srednjom klasom koji su bili bolje educirani. Pao je s najboljeg učenika u osnovnoj školi do jednog od lošijih učenika. Nakon negativnih stavova prema školi počeo je vjerovati da postaje skriveni kurikulum koji je dizajniran kako bi indoktorirao točnost, poslušnosti i prihvaćanje monotonije.
U kasnim 1960-ima Moore je počeo objavljivati svoju poeziju i eseje te postavio svoj fanzine Embryo. Kroz Embryo Moore je postao više uključen u grupu Northampton Arts Lab. Počeo je dilati LSD u školi te je izbačen 1970 iz škole. 